# Bormida (Ligurien)
Bormida (im Ligurischen: Bórmia) ist eine italienische Gemeinde mit 327 Einwohnern (Stand 31. Dezember 2023) in der Region Ligurien. Politisch gehört sie zu der Provinz Savona.

## Geographie
Bormida liegt von den Berggipfeln des Settepani (1386 Meter) und des Ronco di Maglio (1108 Meter) umgeben, im Val Bormida. Die Gemeinde gehört zur Comunità Montana Alta Val Bormida und befindet sich mit seinem Territorium auf einer Höhe zwischen 420 und 1386 Metern. Von der Provinzhauptstadt Savona ist sie circa 31 Kilometer entfernt.
Nach der italienischen Klassifizierung bezüglich seismischer Aktivität wurde die Gemeinde der Zone 4 zugeordnet. Das bedeutet, dass sich Bormida in einer seismisch inerten Zone befindet.
Das Dorf besteht aus ca. 50 Häusern, einer Kirche, drei Restaurants, einem Postamt und einer Apotheke und liegt ca. 25 Kilometer Luftlinie vom Mittelmeer entfernt.

## Klima
Die Gemeinde wird unter Klimakategorie E klassifiziert, da die Gradtagzahl einen Wert von 2678 besitzt. Das heißt, die in Italien gesetzlich geregelte Heizperiode liegt zwischen dem 15. Oktober und dem 15. April für jeweils 14 Stunden pro Tag.